# Cenebrun (vers 250)
Pour les articles homonymes, voir Cenebrun (homonymie).

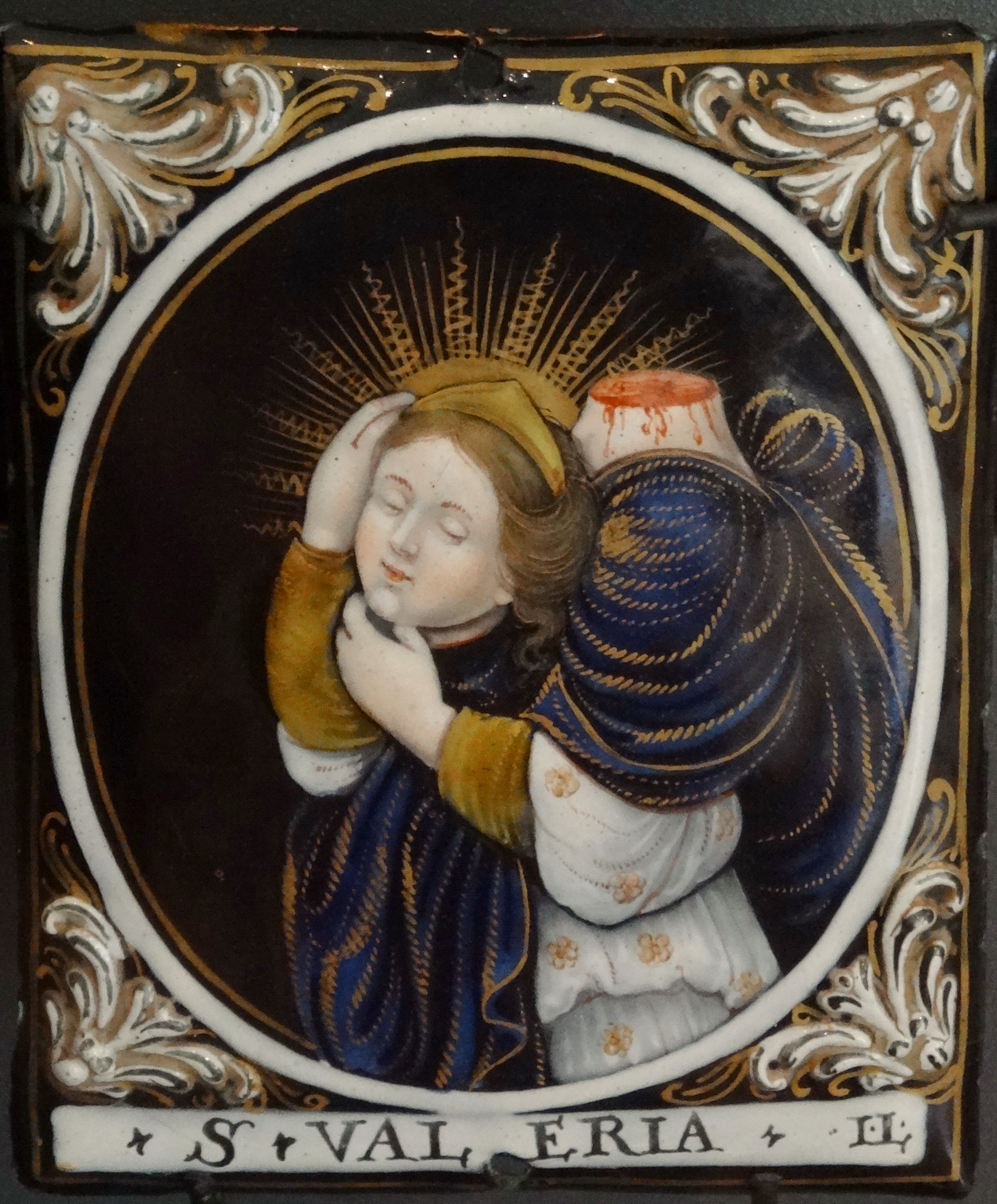
Sainte Valérie céphalophore, petite-fille de Cenebrun. Jacques Laudin II, v. 1700, Musée des beaux-arts de Limoges.

Cenebrun est un personnage légendaire d'Aquitaine, descendant du non moins imaginaire Cenebrun, premier « roi de Bordeaux ». Il aurait vécu vers l'an 250.

## Sources de la légende
L'histoire est rapportée par trois manuscrits rédigés entre le XIVe siècle et le XVIe siècle :
- le Livre des Bouillons (du nom des gros clous de cuivre qui ornent sa couverture), manuscrit des archives de l'ancienne Jurade de Bordeaux rédigé du  XVe siècle au début du XVIe siècle[1] ;
- le Livre Velu de Libourne (ainsi qualifié en référence à la peau de veau qui le couvre), cartulaire de la ville de Libourne, écrit en trois langues (gascon, latin, français) entre 1399 et 1498[2] ;
- le Livre des Coutumes de la ville de Bordeaux[3].

## L'histoire
Cenebrun est un descendant du premier roi de Bordeaux, Cenebrun et de sa femme Galienne. Au début du IIIe siècle il règne à son tour sur les vastes provinces dont Bordeaux est la capitale. Il n'a qu'une fille, qui a eu avec le comte de Limoges un seul enfant, Valéria. 
Saint Martial, qui officie à Limoges, convertit Cerebrun au christianisme peu avant sa mort. L'empereur de Rome veut alors marier Valéria, héritière du royaume, à son neveu Étienne, sous réserve que celui-ci renonce au titre de roi pour prendre celui de duc. Mais Valéria, baptisée par Saint Martial, refuse d'épouser un païen. Courroucé, le neveu de l'empereur la fait décapiter, mais regrette vite son geste : sur son insistance Martial ressuscite la jeune femme. 
Devant le prodige, Étienne se convertit, reçoit le baptême en même temps que 5 000 personnes et épouse Valéria. Celle-ci est canonisée sous le nom de Sainte Valérie. Le royaume de Bordeaux reçoit le nom d'Aquitaine, et Étienne en devient le premier duc.

## Analyse
L'épisode retrace l'émergence du duché d'Aquitaine et l'inscrit dans la religion chrétienne, même si les premiers ducs connus, contemporains de Charlemagne, ne font leur apparition que plus de 500 ans après ces événements, succédant aux rois d'Aquitaine mérovingiens et aux princes d'Aquitaine vascons.